# Jesús María (Aguascalientes)
Jesús María – miasto w środkowym Meksyku, w centralnej części stanu Aguascalientes, siedziba władz gminy Jesús María. Miejscowość jest położona na płaskowyżu, w górach Sierra Madre Wschodnia na wysokości 1 874 m n.p.m.. Jesús María leży około 15 km na północ od stolicy stanu Aguascalientes. W 2010 roku ludność miasteczka liczyła 43 012 mieszkańców.
Teren miasta był zamieszkany przez ludność tubylczą przed przybyciem Hiszpanów. Źródła podają, że było odwiedzane przez Montezumę. W 1765 roku wieś uzyskała prawa miejskie i nazywała się Jesús María de los Dolores. Po rewolucji meksykańskiej nazwę skrócono do obecnej.